# Vila do Barro Branco
A Vila do Barro Branco foi um povoado do município de Lençóis, estado brasileiro da Bahia, situado a seis quilômetros da sede municipal. Por sua localização privilegiada o lugar é uma das atrações turísticas da cidade, sendo o povoamento mais próximo do Morro do Pai Inácio, parte do Parque Municipal vizinho ao Parque Nacional. 

## Características
Está situada na Área de Proteção Ambiental Marimbus-Iraquara, limitando-se na parte norte, leste e oeste com o Parque Nacional da Chapada Diamantina que praticamente cerca essa parte da APA. Está limitada ao norte com o rio Mandassaia e ao sul com o rio Lapão.
O lugar está na Serra do Mucugezinho e por sua importância histórica foi alvo de vários estudos por órgãos governamentais, dentre estes o IPAC que, entretanto, não efetuou ações concretas de proteção.
Além das construções de alvenaria do lugar, em adobe e pedra, há ainda intactas várias "tocas" na qual moravam garimpeiros e muros em pedra sem argamassa (chamadas de "pedra seca").
Geologicamente a área traz características de ter se formado ao longo de 1,6 bilhão de anos, e características de haver sido um terreno fluvial, um deserto, formações de glaciação e fundo do mar; as antigas dunas com finas e brancas areias são encontradas na sua superfície atual.

### Tombamento
O local, contando com uma casa em ruínas e novas construções em estilo moderno ou que sejam erguidas aproveitando restos de ruínas, é protegido por tombamento provisório pelo IPAC (processo 003/2001). Na sua descrição o órgão registrou: "A Villa do Barro Branco é um exemplo peculiar do resultado das transformações econômicas. A Vila que há mais de cinquenta anos continha aproximadamente quarenta casas, uma escola, um curral para a feira-livre e, segundo dizem testemunhas ainda vivas dos tempos antigos, até mesmo iluminação a gás, foi desaparecendo à medida que seus moradores foram abandonando o local."

## Histórico
Sobre o lugar registrou Afrânio Peixoto: "O Barro Branco era um sítio a meia altura da serra, protegido contra os ventos impetuosos por um recinto de pedras, numa assentada da montanha que subia ainda, ora em atalhos suaves, ora em penhas abruptas, coberta aqui e ali de maciços de verdura, em contraste com a aridez dos chapadões em torno."
Durante o auge das descobertas mineiras em meados do século XIX tornaram o lugar um dos principais pousos dos garimpeiros que se aventuravam aos milhares na aventura sertaneja em busca de riqueza e hoje com as ruínas ocupadas pela vegetação e algumas casas antigas ainda remanescentes, e outras construções recentes.
O grupo The Baggios gravou ali um clipe em 2018, tendo a paisagem da Vila como pano de fundo para a canção Bem-Te-Vi, do álbum "Vulcão".

## Queimadas
Em 2008 ocorreu aquele que foi considerado o pior incêndio da história da Chapada Diamantina, com focos em vinte e sete cidades, mas "em maior proporção em áreas de grande interesse turístico, como Barro Branco (Lençóis)".
Em 2015 outro sinistro por mais de vinte dias destruiu a região, ameaçando a vegetação em Barro Branco.
Em dezembro de 2022 mais um incêndio teve início na comunidade, alastrando-se pela Serra do Mucugezinho, não se podendo determinar a causa do fogo.